# Дюбюффе, Жан
Жан Фили́пп Артю́р Дюбюффе́ (фр. Jean Philippe Arthur Dubuffet; 31 июля 1901, Гавр — 12 мая 1985, Париж) — французский художник и скульптор.

## Биография и творчество

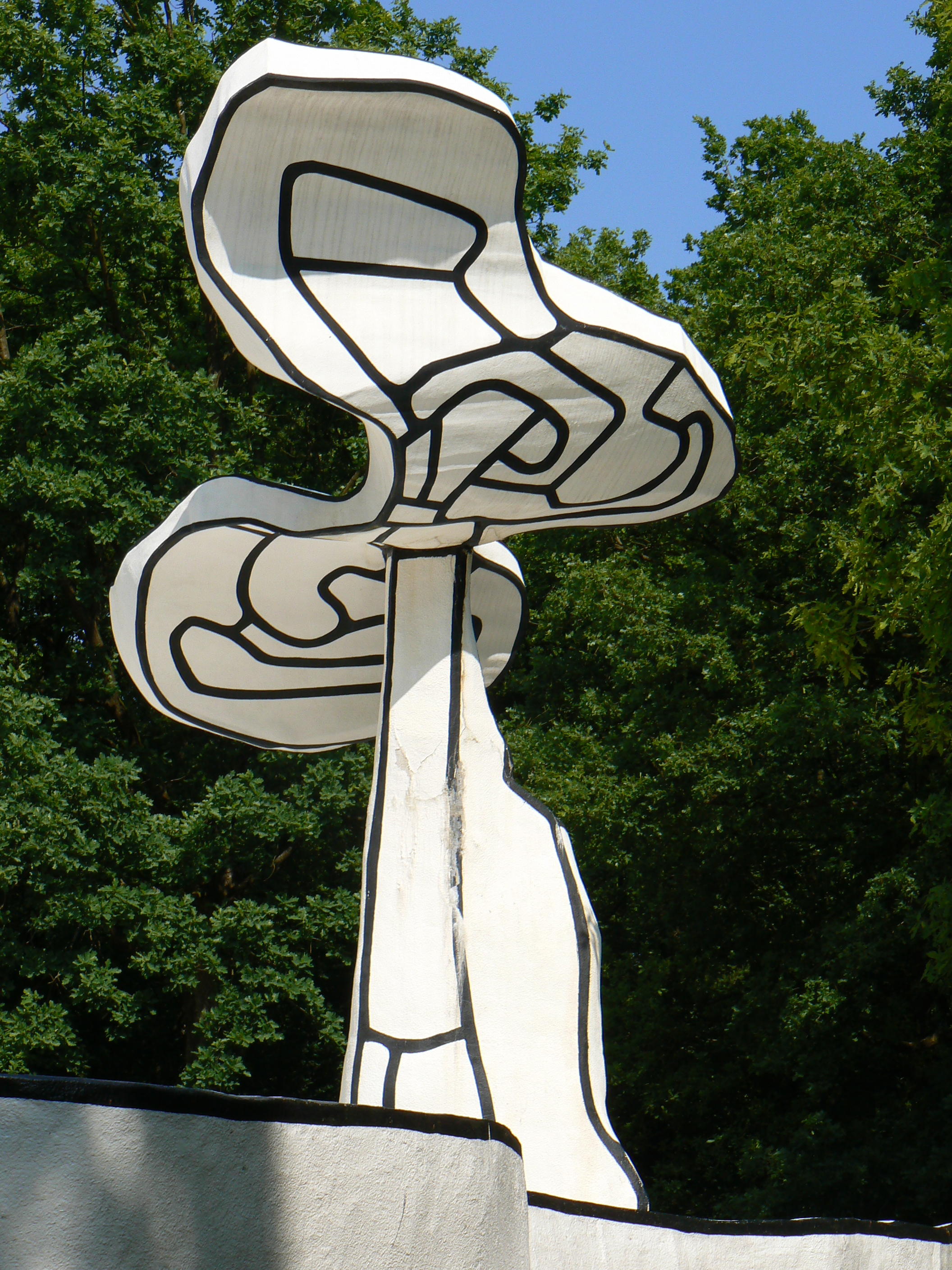
Дюбюффе. Эмалевый сад, 1974. Музей Крёллер-Мюллер, Нидерланды

Сын виноторговца. В семнадцатилетнем возрасте приехал в Париж, чтобы учиться живописи в Академии Жюлиана. Сблизился с Максом Жакобом, Жаном Поланом. Прочитал монографию Ганса Принцхорна «Живопись душевнобольных» (1922), которая произвела на него глубокое впечатление. Разочаровался в своих предыдущих работах, в 1925 вернулся в Гавр и занялся семейным бизнесом — продажей вина.
К живописи вернулся только в 1942 году; в 1944 состоялась его первая персональная выставка в парижской галерее Р. Друэна. Сблизился с сюрреалистами. Стал основоположником так называемого ар брют — «грубого» или «сырого» искусства, принципиально близкого к любительской живописи детей, самоучек, душевнобольных, не признающего общепринятых эстетических норм и использующего любые подручные материалы. В 1948 начал собирать коллекцию ар брют (в настоящее время находится в Лозанне). В 1975 основал в Париже Фонд Дюбюффе.
В общей сложности художник создал около 10 000 работ, которые чаще всего образуют серии: «Женские тела» (1950), «Маленькие картинки из крыльев бабочек» (1953), «Маленькие изваяния ненадёжной жизни» (1954), «Феномены» (1958), «Урлуп» (1967) и др. Работы Дюбюффе представлены в крупнейших музеях мира.

## Музыка
В конце 1960—1961 гг. Дюбюффе начал экспериментировать с музыкой и звуком и сделал несколько записей с датским художником Асгером Йорном, одним из основателей авангардного движения COBRA.
В 1978 году Дюбюффе сотрудничал с американским композитором и музыкантом Джейсоном Марцем для создания обложки альбома авангардной симфонии The Pillory. Деталь рисунка также используется в оформлении второй симфонии Марца The Pillory/The Battle (2005).

## Манифесты
- Asphyxiante culture. — Paris: Minuit, 1986.